# 播乐乡
播乐乡，是中华人民共和国云南省曲靖市沾益区下辖的一个乡镇级行政单位。

## 行政区划
播乐乡下辖以下地区：
小海村、罗木村、乐利村、奴革村、大海村、沙高村、水田村、偏山村、鸭团村和沙石岭村。